# Ambrumesnil
Ambrumesnil ist eine französische Gemeinde mit 504 Einwohnern (Stand 1. Januar 2022) im Département Seine-Maritime in der Region Normandie. Sie gehört zum Arrondissement Dieppe und zum Kanton Dieppe-1. Die Einwohner werden Ambrumesnilais genannt.

## Bevölkerungsentwicklung
| Jahr      | 1962 | 1968 | 1975 | 1982 | 1990 | 1999 | 2007 | 2014 |
| Einwohner | 368  | 358  | 326  | 363  | 401  | 450  | 517  | 496  |

## Sehenswürdigkeiten
- Kirche Saint-Martin